# Heinz Netta
Pour les articles homonymes, voir Netta (homonymie).
Heinrich (Heinz) Fritz Netta (né le 24 février 1928 à Oer-Erkenschwick et mort le 2 mars 2002) est un homme politique allemand et membre du Landtag de Rhénanie-du-Nord-Westphalie (SPD).

## Biographie
Après l'école primaire et l'école professionnelle, il fait son service militaire et quatre ans d'emprisonnement. Après cela, Netta est un porion de machine à la mine Ewald.
Depuis 1949, il est membre de l'IG Bergbau und Energie. En 1952, il devient membre du SPD et est actif dans de nombreux comités du parti, notamment comme président de l'association municipale pendant vingt ans.
Heinz Netta est marié et a deux enfants.

## Parlementaire
Du 24 juillet 1966 au 29 mai 1985 Netta est membre du Landtag de Rhénanie-du-Nord-Westphalie en représentant la 93e circonscription Recklinghausen-Campagne I puis la 83e circonscription Recklinghausen III.
Il fait partie du conseil municipal d'Oer-Erkenschwick de 1956 et de 1963 à 1987, il en est le maire.

## Honneurs
Heinz-Netta-Strasse porte son nom à Oer-Erkenschwick.